# Convento di San Francesco (Bergamo)
Il convento San Francesco di Bergamo si trova sul colle di Sant'Eufemia di Città Alta presso l'antica piazza mercato del Fieno. In posizione dominante, dalla parte orientale di Bergamo, offre un panorama sulla valle sottostante e sui monti che, facendo da corona alla città, segnano l'ingresso della val Brembana.
Il convento di San Francesco fa parte della rete del Museo delle Storie di Bergamo gestita da Fondazione Bergamo nella storia.

## Storia
(Padre Maestro Camillo Besi Guardiano 1716, tratto «Note brevi di cose bergamasche ignote o quasi di Luigi Chiodi»)
La presenza di fratres in Lombardia dell'ordine dei frati minori, è documentato dal secondo decennio del XIII secolo. Inizialmente non si stanziarono in comunità, ma continuarono a dedicarsi alle mansioni abituali, lavorando a volte presso case private, ma mantenendo i principi dell'ordine con la povertà. Il primo insediamento di una comunità francescana in Bergamo viene documentato nei primi decenni del XIII secolo sul colle di San Vigilio, dove si ritiene che san Francesco fu ospitato durante uno dei suoi viaggi. 
Successivamente sorse un piccolo convento presso la via Borgo Canale, indicato in un documento del 12 settembre 1230, e concesso dal capitolo della chiesa di Sant'Alessandro in Colonna che cita frates Minores qui modo ibi sunt vel pro temporibus fuerunt. Viene documentato in un capitolo del 14 agosto 1277 lo spostamento dei frati nel centro della città nella vicinia di San Pancrazio, a gestire la piccola chiesa di Santa Maria della Carità.
Questo primo gruppo di frati francescani operava nell'ospedale de la Caritate costruito nel 1162 da Landolfo della Crotta, un personaggio delle importanti famiglie della vicinia di Santa Grata inter Vites, e nella chiesa della Carità. Chiesa e complesso che saranno occupati dalle clarisse di Brescia.
La costruzione del complesso conventuale fu incominciata nel XIII secolo su un'area regalata dalla famiglia Bonghi e, attraverso modifiche e addizioni, completata nel XVI secolo.
Il convento ospitò san Bernardino da Siena nel 1411 e 1419, quando visitò la città di Bergamo, l'affresco conservato presso la chiesa di san Bernardino a Lallio rappresenta il santo con i frati francescani quando fu nominato guardiano del convento opera di Cristoforo Baschenis il Vecchio. 
L'arcivescovo di Milano san Carlo Borromeo venuto a Bergamo in visita pastorale nel 1575, fu ospite presso il convento nei suoi tre mesi di permanenza.
Negli anni subentrarono diversi interventi di ampliamento, nel 1626 la scalinata che portava alla chiesa, e nel 1634 la costruzione di un chiostro minore con il pozzo.

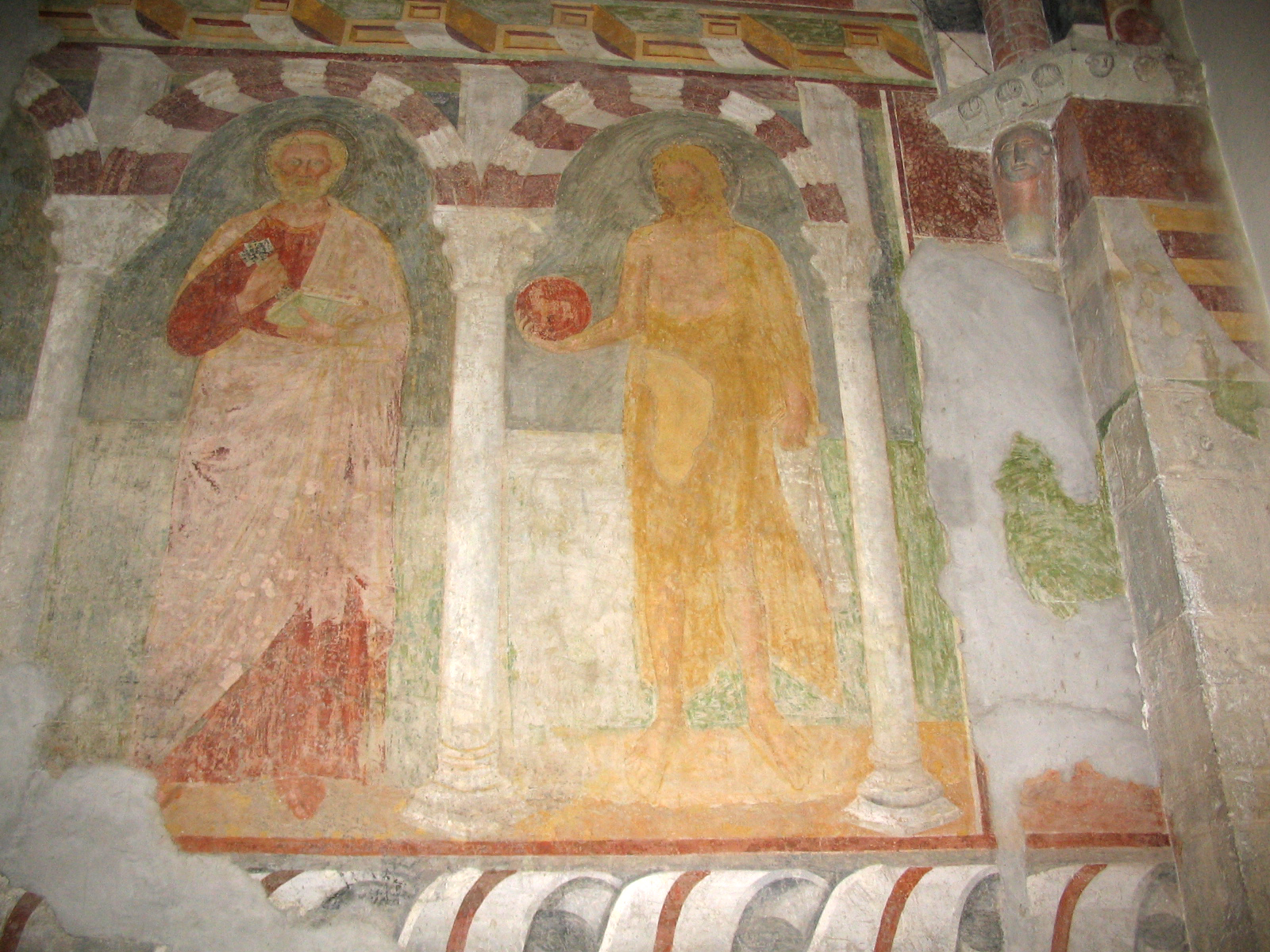
Affresco raffigurante i santi Pietro e Giovanni Battista

Dal 1794 al 1795 dalla cupola della basilica mariana, e nel campanile della chiesa francescana, gli abati Lorenzo Mascheroni e Gianantonio Tadini successivamente, effettuarono esperimenti di caduta dei gravi per verificare la deviazione verso est raggiungendo una precisione che permise di convalidare i risultati di Giovanni Battista Guglielmini affetti per contro da inaccettabile incertezza accidentale.
Nel marzo del 1797 dopo l'ingresso delle truppe francesi e il ritiro delle truppe venete, nacque a Bergamo la Repubblica Bergamasca, vennero rimossi i simboli veneziani, e dai diari di Michele Bigoni, campanaro si evince che "in quel tempo fu disffatto tutti li corpi echliziasteci e Cappitolo, fu soppresso molte chiese e requisito messo argento delle chiese, e dopo tanto fu reguesito anche l'altro, fu sospeso tutte le monache e i frati, la egregia chiesa di Santa Grata fu fatto ospitale militare e i morti francesi fu sepolti sulle mure di S.Grata". Vengono requisiti tutti i beni delle chiese rilasciandone ricevuta con impegno di restituzione, cosa che mai avvenne. 
Del convento di San Francesco risultano requisiti beni per "disnovemilletrecentosessantatré" soldi, e lo stabile ceduto all'Albergo laicale dei poveri detto Convertino con la sua soppressione il 22 maggio del medesimo anno, risultavano presenti solo 18 frati.
Con la Repubblica Cisalpina, a Bergamo ci fu un fiorire di carceri: nel convento di Sant'Agata i detenuti in attesa di giudizio, in piazza Vecchia quelli condannati e il convento di San Francesco, venne adibito a carcere per i detenuti politici, che causa la forte repressione, e la diffusione del pauperismo, erano numerosi. Manterrà la stessa destinazione durante l'occupazione austriaca, con l'aggiunta di vani per la carcerazione delle prostitute, per poi necessitare di locali adibiti a ospedale causa il forte contagio della sifilide. Nel 1814 avvenne la demolizione della chiesa. Con l'annessione di Bergamo al Piemonte del 1859, venne data libertà ai prigionieri politici e gli altri vennero lentamente trasferiti in Sant'Agata, risulta infatti documentato carcere fino alla fine del XIX secolo. Le continue manutenzioni, e i cambiamenti strutturali per rendere i locali idonei a uso di carcere, finirono per trasformare quello che era un convento francescano.
Negli anni trenta venne ristrutturato e adibito a edificio scolastico, negli anni 1943–1945 è sede della Guardia Nazionale Repubblicana.
Dal 1997 al 2001 ha contenuto la sezione ottocentesca del Museo delle Storie di Bergamo; attualmente il complesso conventuale ospita gli uffici del museo, il suo archivio, la biblioteca ed è sede di esposizioni temporanee in attesa di restauri.
Il convento è sede della Fondazione Bergamo nella storia che raccoglie l'archivio fotografico della città e della provincia con il contributo fotografico della fondazioni "Gli archivi di Pesenti, Terzi e Burgarella".

## Architettura
La struttura, tipica dell'architettura medievale, si sviluppa tra il “chiostro delle Arche” o maggiore e il “chiostro del Pozzo” o minore, entrambi collegati da un breve corridoio che si diparte dall'angolo a sera del primo. Ma la sua costruzione originale era molto complessa. 
La descrizione che ne fece ne 1716 padre Camillo Besi, che aveva l'incarico di guardiano del convento, rende possibile ricostruire l'architettura e le pitture presenti prima della chiusura del complesso religioso e la sua trasformazione in carceri napoleoniche.

### Affreschi
Maestro dell'Albero della Vita, Maestro della Cappella Bonghi, Maestro degli Anacoreti, Maestro dell'Adorazione dei Magi sono denominazioni convenzionali di artisti di cui non si hanno i dati anagrafici ma a cui gli studiosi hanno attribuito opere riconosciute come appartenenti a un'unica mano per uniformità di caratteristiche e stili.
Il complesso, oltre che per la sua architettura, riveste un'importanza particolare per i frammenti di affreschi trecenteschi sopravvissuti ai secoli, all'incuria e alla deleteria opera attiva degli uomini.
Degli affreschi sono rimasti alcuni frammenti che, pur nella loro limitatezza, testimoniano un'arte matura, pienamente inserita nel circuito artistico medievale lombardo.
La comparazione con altre opere e le similitudini artistiche riscontrate hanno portato gli studiosi a vedervi le mani dei maggiori artisti dell'epoca che hanno operato sul territorio.
Ecco il Maestro dell'Albero della Vita e il Maestro della Cappella Bonghi con i suoi riflessi giotteschi, mentre altri hanno intravisto il Maestro degli Anacoreti, il Maestro dell'Adorazione dei Magi e altri Maestri.

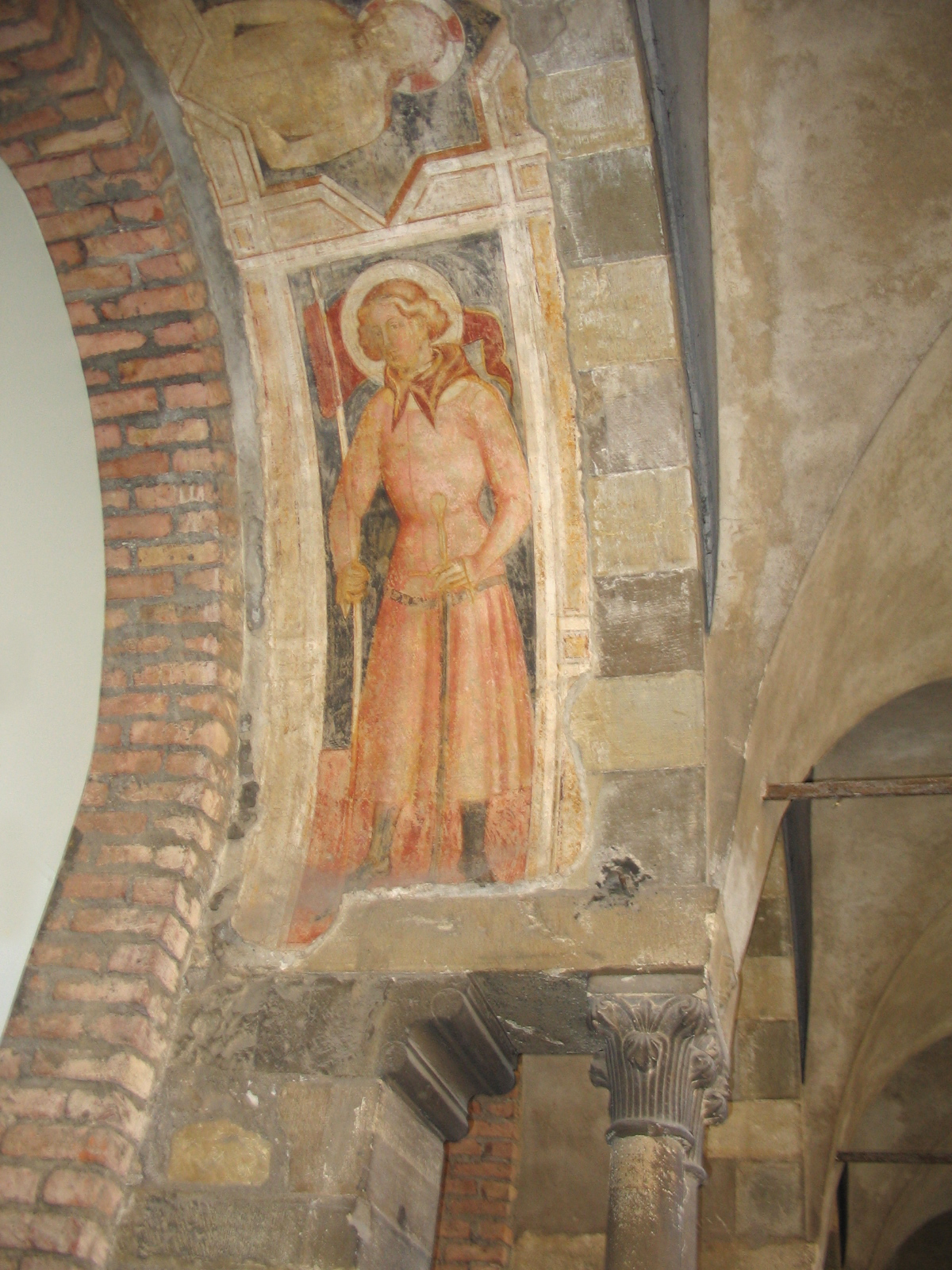
Santo

Gli affreschi hanno avuto un'origine devozionale, espressione di una religiosità compensatoria fortemente radicata in quel medioevo che incominciava a sbiadire.

Le opere si sono succedute senza un disegno progettuale generale, ma in maniera occasionale e senza una coerenza stilistica, se non quella complessiva del periodo storico.
Rappresentavano la contropartita di richieste di intercessione divina o manifestazioni espiatorie in vista dell'altra vita, nel terrore reale ed effettivo che la sua aspettativa incuteva specie nel potente.
Manifestazioni di un senso del divino non pienamente compreso e forse primitivo, ma occasioni felici per contribuire ad arricchire un patrimonio artistico di cui altri, in altri tempi, avrebbero goduto.
È documentato un affresco di Lorenzo Lotto del secondo decennio del Cinquecento, di cui non si ha alcuna traccia.

### Chiesa
Nel complesso architettonico era inserita una chiesa, voluta dalla famiglia che aveva ceduto l'area, consacrata dal vescovo Roberto Bonghi nell'agosto del 1292, quando la costruzione probabilmente non era ancora ultimata, perché è del 1361 la consacrazione dell'altare maggiore, e una nuova consacrazione nel 1395.
 Nel 1407 venne unificata alla chiesa di Sant'Eufemia, soppressa nel 1805.
Donato Calvi nel suo Effemeridi sagro-profano di quanto di memorabile si successo in Bergamo descrive la chiesa come si presentava dopo la ristrutturazione del 1455. L'interno molto ampio, era a tre navate e aveva ben quattordici altari compreso quello maggiore.

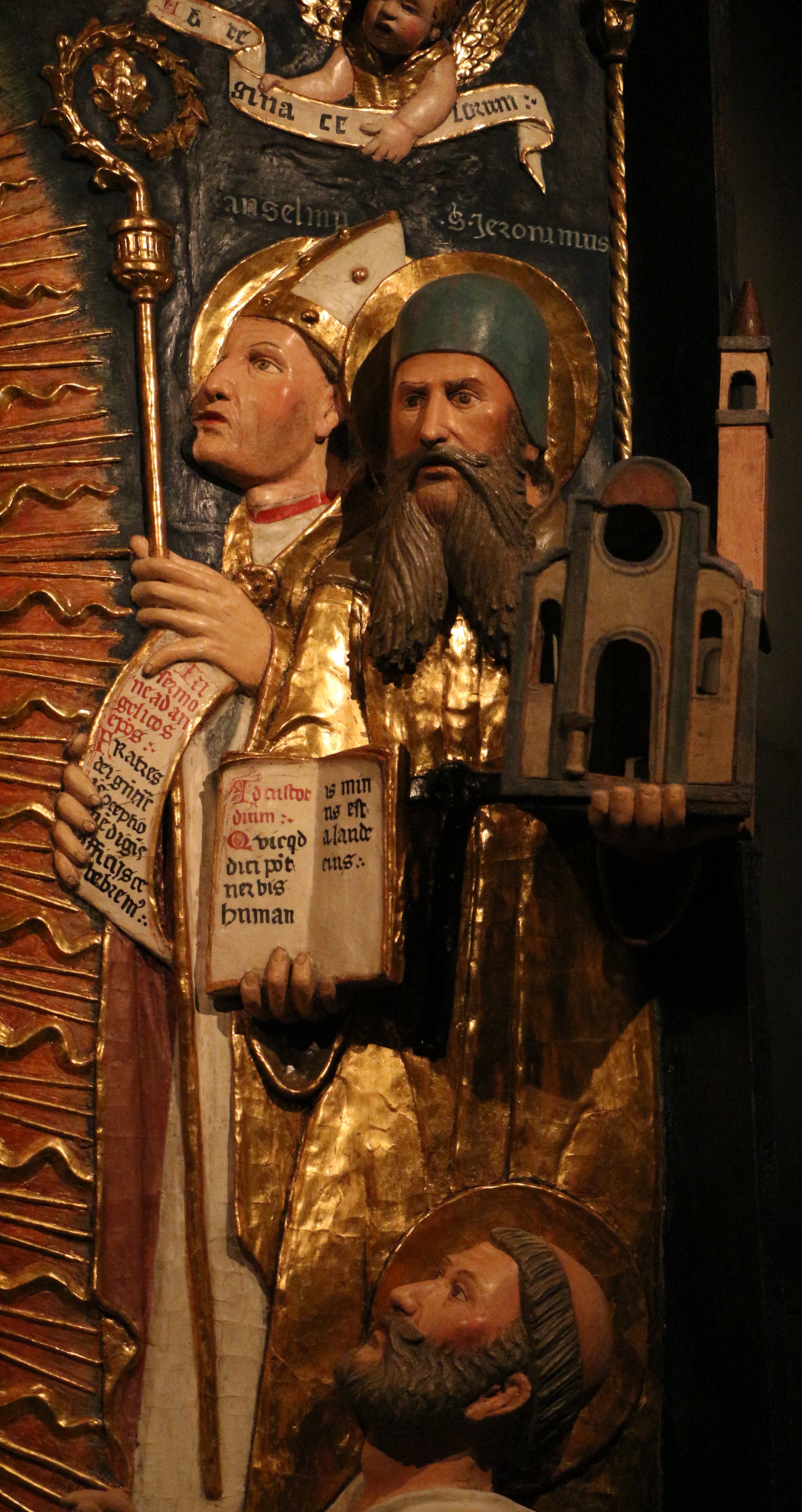
Ancona dell'Immacolata-San Girolamo-particolare-Chiesa di Sant'Agata nel Carmine

Conservata nella chiesa di Sant'Agata nel Carmine vi è l'ancona dell'Immacolata che faceva parte della cappella dell'Immacolata. Per volontà di Scipione Suardi la cappella, era dedicata a san Pietro, ma che passò di proprietà della confraternita dell'Immacolata Concezione. Numerosi e precisi sono i documenti che la descrivono, in particolare l'atto di soppressione dell'ordine del 1806 descrive la cappella composta da due ambienti accessibili da una copia di gradini in marmo bianco, un ambiente con cupola e uno voltato. A fianco la cappella dedicata a san Bernardino da Siena dove era presente l'ancona di san Bernardino e di tutti i santi conservata dalla Fondazione Adriano Bernareggi di Bergamo.
Della chiesa, distrutta nel 1821 per fare posto a un carcere, rimangono solo la parte absidale e tre cappelle laterali che, tuttavia, mantengono dei frammenti di affreschi di grande valore artistico e storico, preziose testimonianze dell'arte trecentesca di Bergamo.

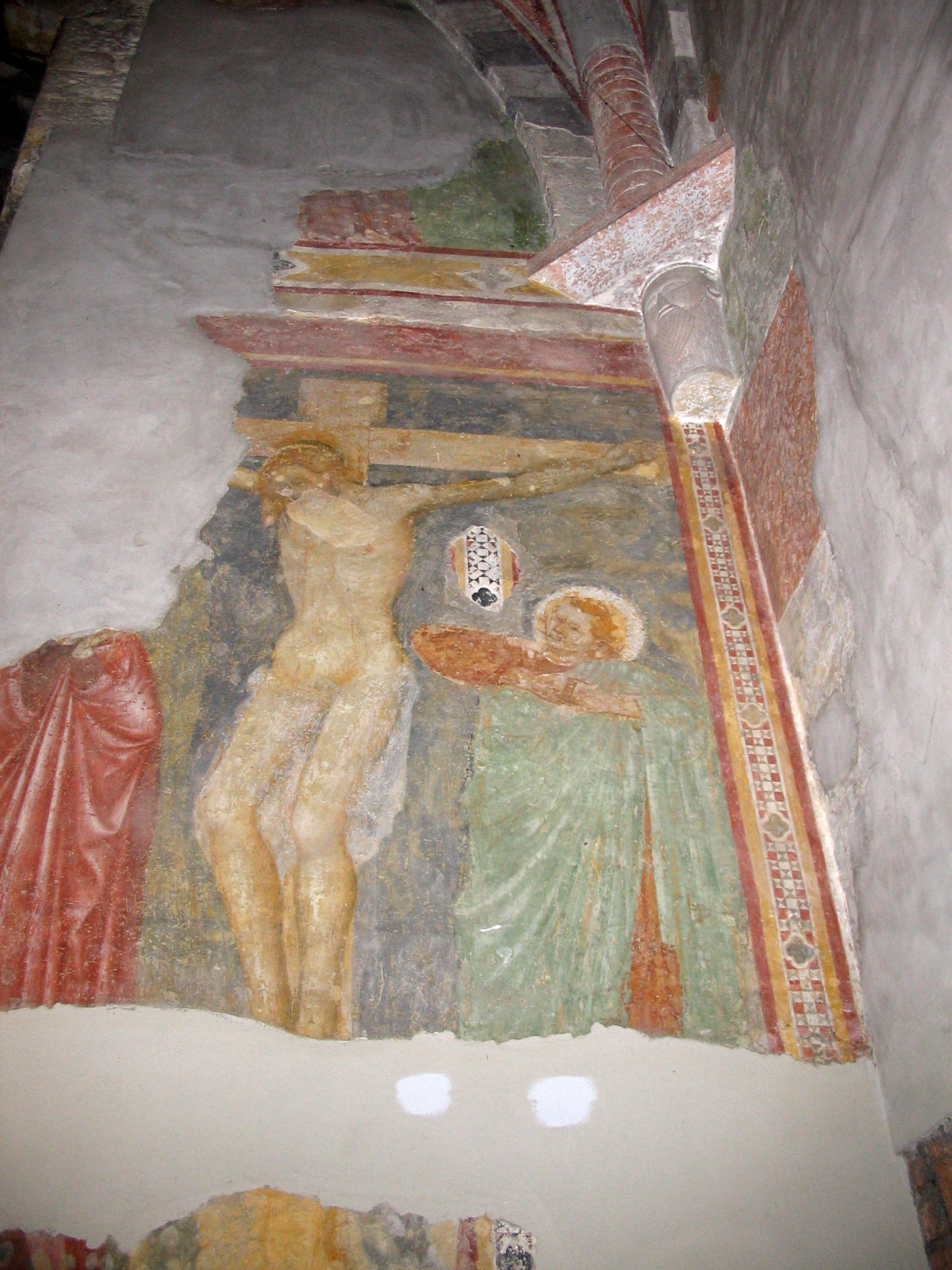
Crocefissione

I frammenti della cosiddetta cappella Bonghi sono notevoli per bellezza e raffinatezza artistica e sono stati attribuiti a un maestro ignoto che dalla cappella stessa ha preso il nome.
Gli affreschi raffigurano, oltre ai colori gentilizi della famiglia Bonghi, una Crocifissione, una Madonna col Bambino accompagnata da san Francesco e un altro santo non identificato e da un devoto anch'esso non identificato, un'altra Madonna in trono col Bambino e santi, San Ludovico e un altro santo, San Giovanni Battista e san Pietro e un Busto di san Francesco.
L'insieme, anche per le misure contenute del locale, risulta di grande e quieta piacevolezza e si inserisce in quel ciclo pittorico del trecento bergamasco, tipico del territorio, che in San Giorgio in Lemine trova la sua più pregnante espressione.
La finezza del tratto, il gioco architettonico della scena in cui sono inserite le immagini, le espressioni dei volti hanno fatto pensare a un artista influenzato dall'arte giottesca filtrata dalle esperienze artistiche milanesi.

### Chiostro delle Arche

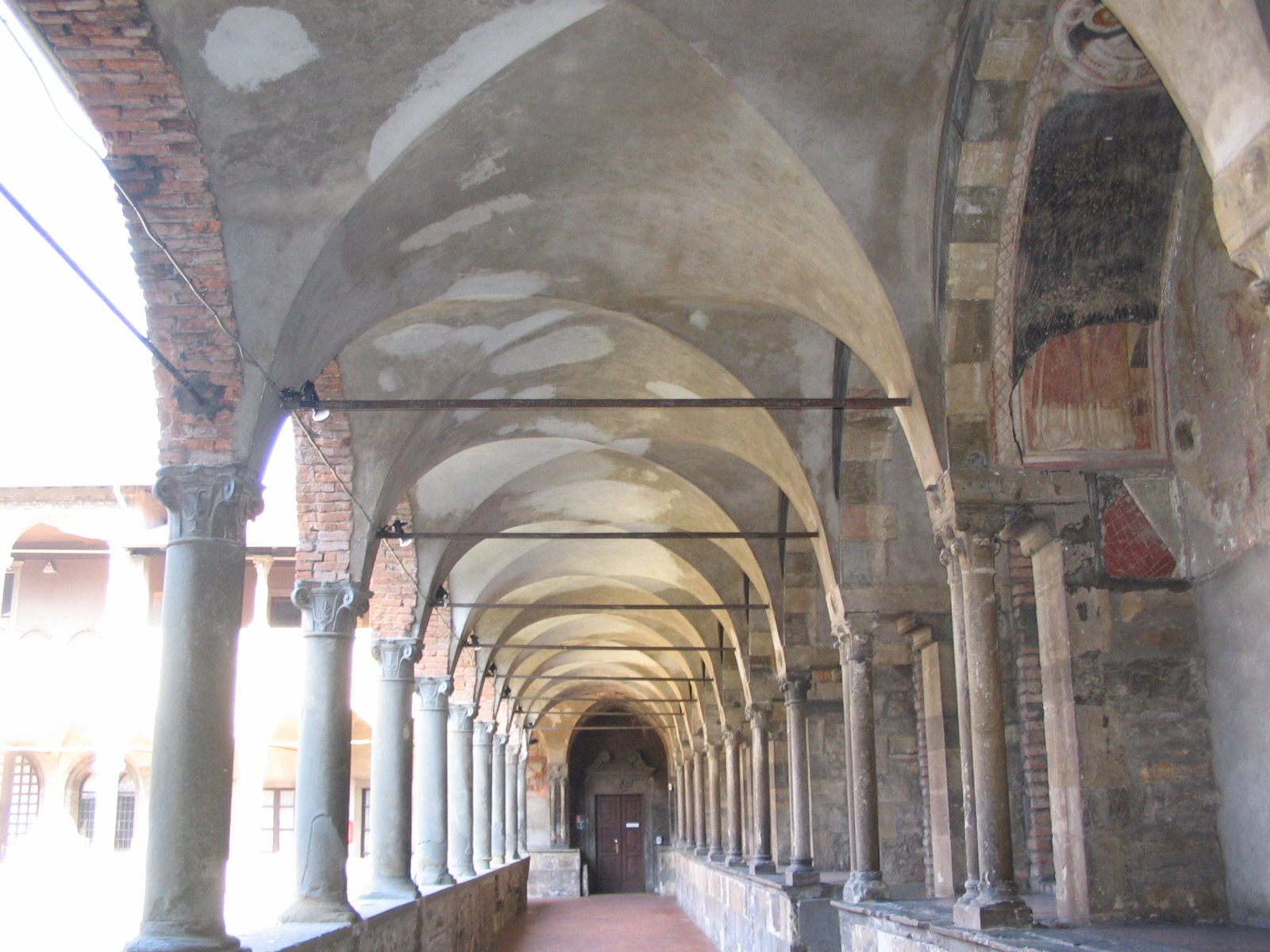
Chiostro delle Arche, S/E

Il chiostro maggiore, costruito tra il 1455 e il 1500, utilizzato nel XIV secolo come cimitero, era detto delle arche perché conteneva, appunto, arche sepolcrali di famiglie della nobiltà cittadina e per questo era chiamato anche chiostro dei morti, separate da due colonnine binate rette che racchiudono il loculo. Le colonnine sono complete di basamento e capitelli gotici con ornamenti e figure. Dello stesso periodo la costruzione dei dormitori, dell'infermeria, e del refettorio.
Il chiostro ha pianta rettangolare molto ampia, con arcate che ne segnano l'intero perimetro. Le arcate, collegate tramite colonne al muretto stiloforo, ingentiliscono e alleggeriscono la struttura senza intaccarne l'austerità.
La costruzione del chiostro successiva a quella dell'edificio conventuale e databile al XV secolo contribuì, assieme a coevi lavori di restauro, a danneggiare irrimediabilmente gli affreschi preesistenti di cui sono rimasti solo dei frammenti che, ne fanno intuire il valore artistico.

### Chiostro del Pozzo

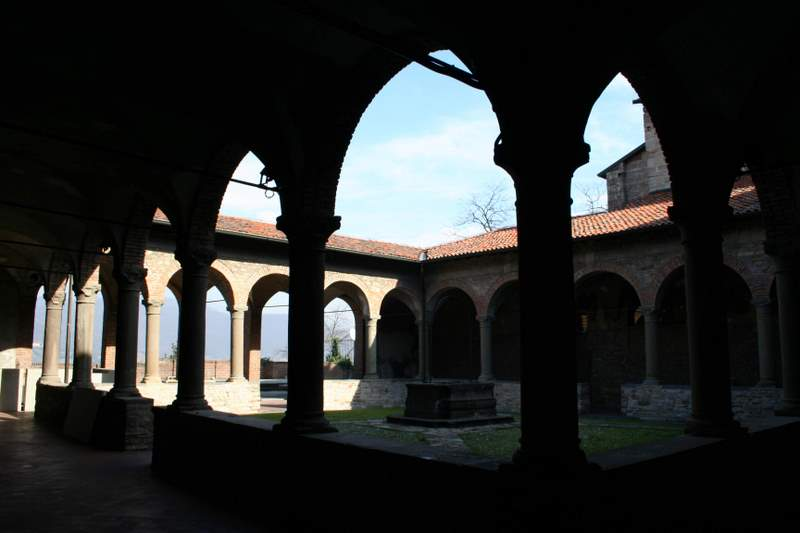
Chiostro del Pozzo

Dal chiostro delle Arche un breve e leggero pendio porta al chiostro minore detto del Pozzo per la capiente cisterna posta al suo centro.
Di forma quadrata e di grandezza inferiore a quella del Chiostro delle Arche offre lo sguardo, da una terrazza che ha sostituito un terzo chiostro, alla sottostante parte nord-orientale della città bassa e alla cinta montuosa che la circonda.
Le pareti del chiostro erano ornate da affreschi trecenteschi irrimediabilmente perduti per essere stati sostituiti nel XVIII secolo da altri raffiguranti i Miracoli di san Francesco, peraltro deteriorati e solo parzialmente visibili.

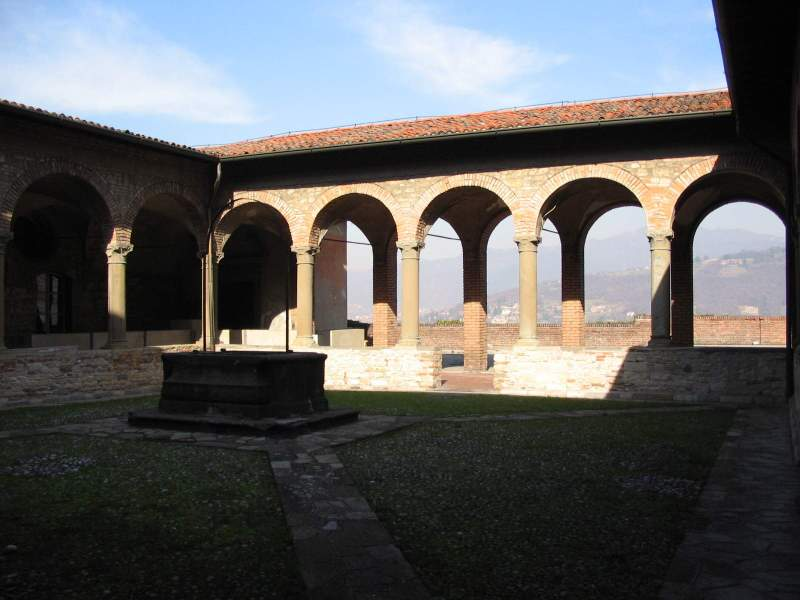
Verso nord-est

Vi è documentata inoltre la presenza di un altro piccolo chiostro di cui non vi è più traccia ma che risulta indicato in alcuni documenti, venne citato dai restauratori che però ne confermarono la mancanza, contrariamente nel volume «Convento di S. Francesco Magistrale» è presente l'interessante descrizione: “Questo nostro convento adunque è composto di tre chiostri. Da questo 2° chiostro inferiore si passa in un altro chiostro quale chiamasi chiostrello tutto formato di pietre vive turchine e non serve ad altro che per godere una bella vista verso tramontana e verso mattina”.

## Maestro dell'Albero della Vita

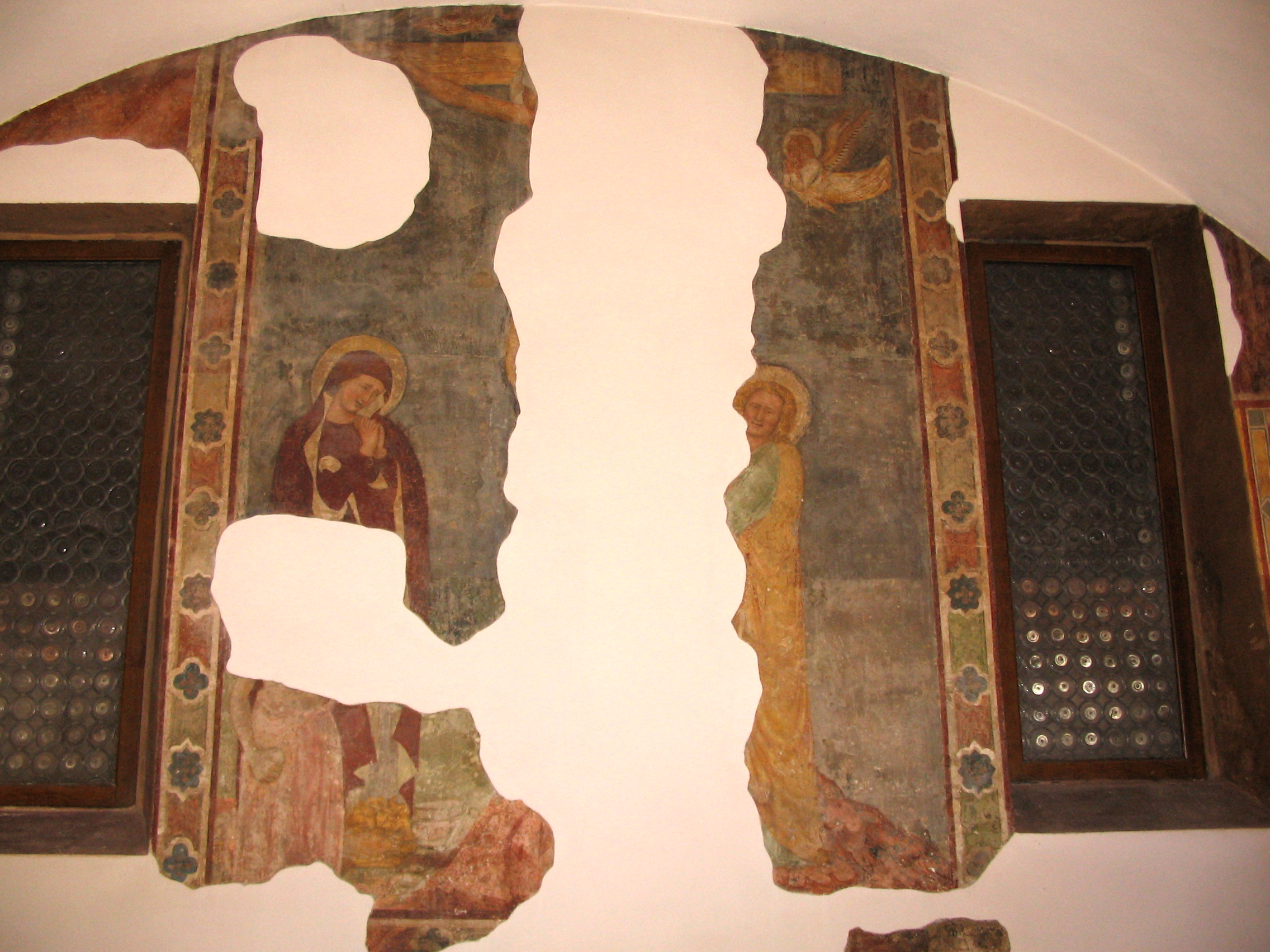
Crocefissione

In quella che era stata la sala capitolare del convento sono rimasti, superstiti di un più ampio affresco, frammenti ampiamente leggibili la Crocefissione di cui malauguratamente è andata perduta la figura del Cristo. Posto nella parete a mattina della sala, di fronte all'ingresso del chiostro, l'affresco originario doveva costituire per il visitatore dell'epoca un impatto scenico di grande efficacia: la drammaticità non gridata, i volti commossi ma non alterati, anzi rassegnati, invitavano al compianto.
(ex atti del Museo delle Storie di Bergamo)
Il movimento dei corpi, i colori tenui, l'apparato scenico, l'espediente dei libri raffigurati che dà profondità, portano tutti, alla mano del Maestro dell'Albero della Vita a cui sono stati attribuiti e di cui un esempio di eccelsa fattura si trova nella non lontana Santa Maria Maggiore.

## Galleria d'immagini

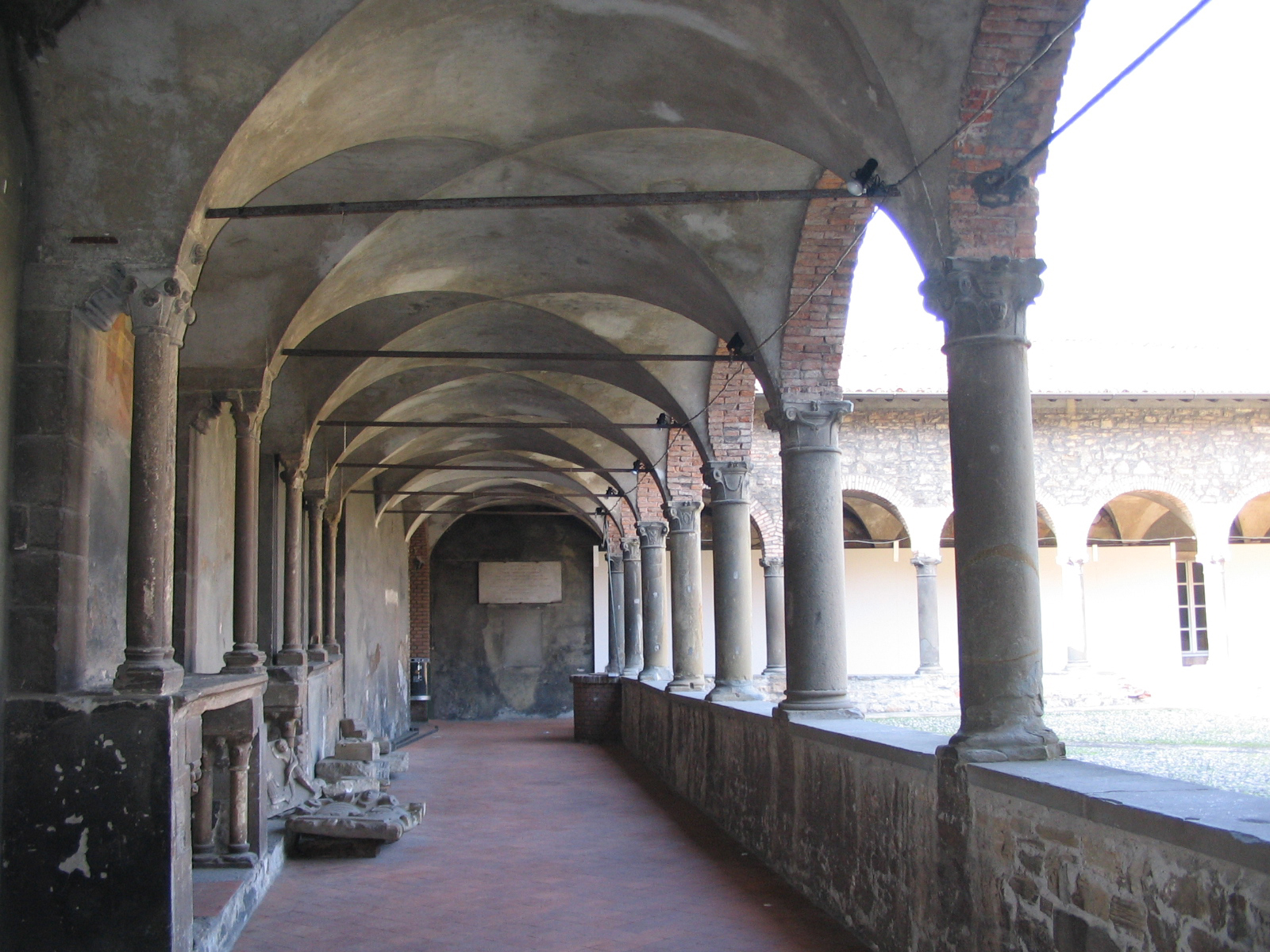
Chiostro delle Arche S/O
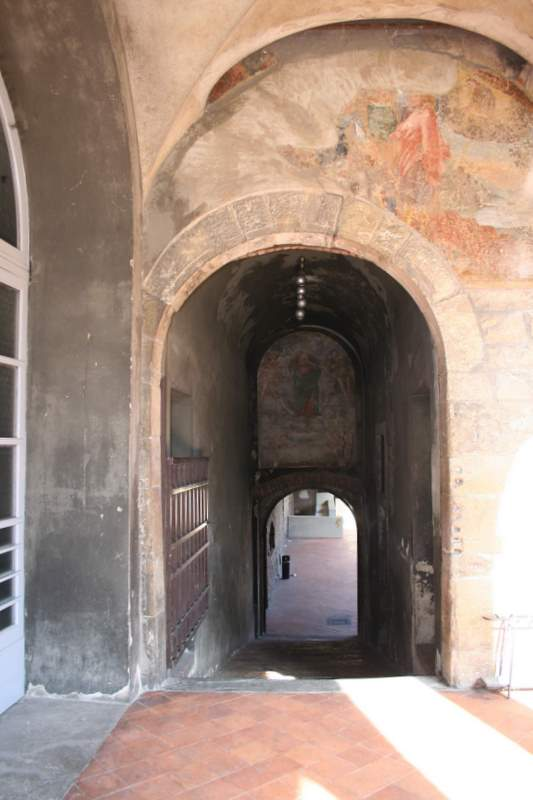
Dal Chiostro delle Arche
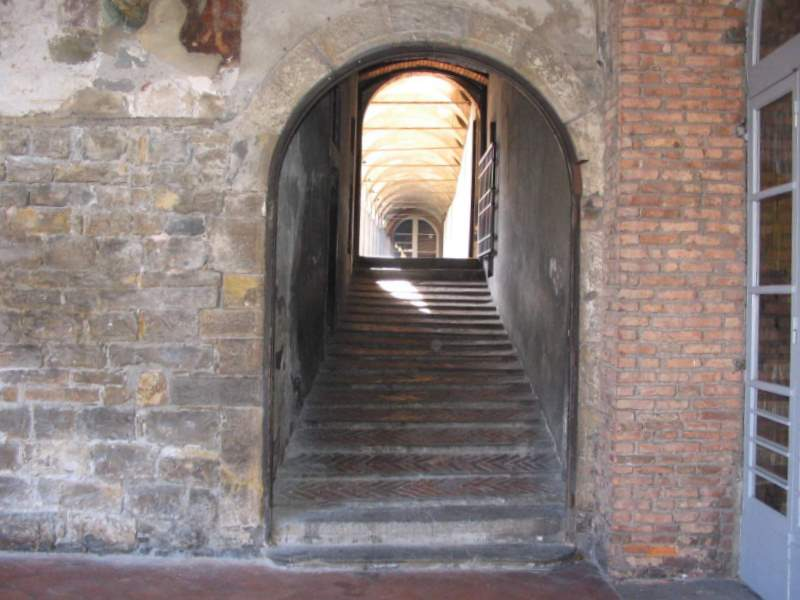
Dal Chiostro del Pozzo
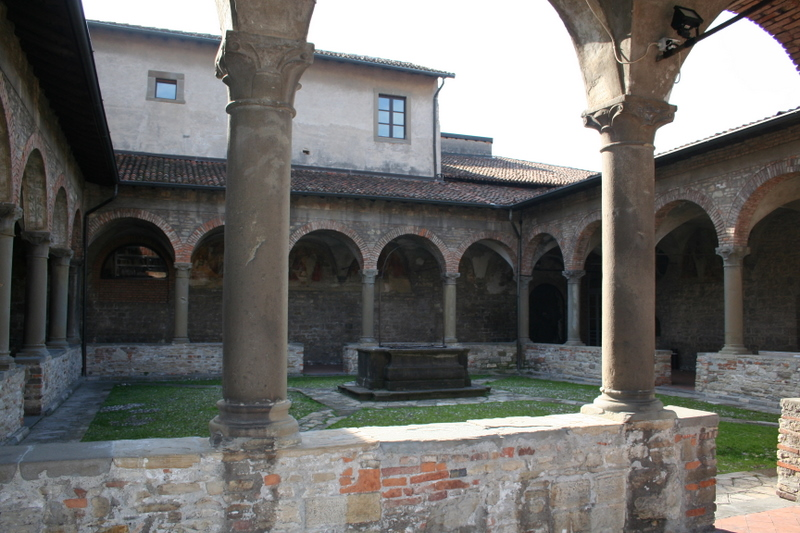
Chiostro del Pozzo
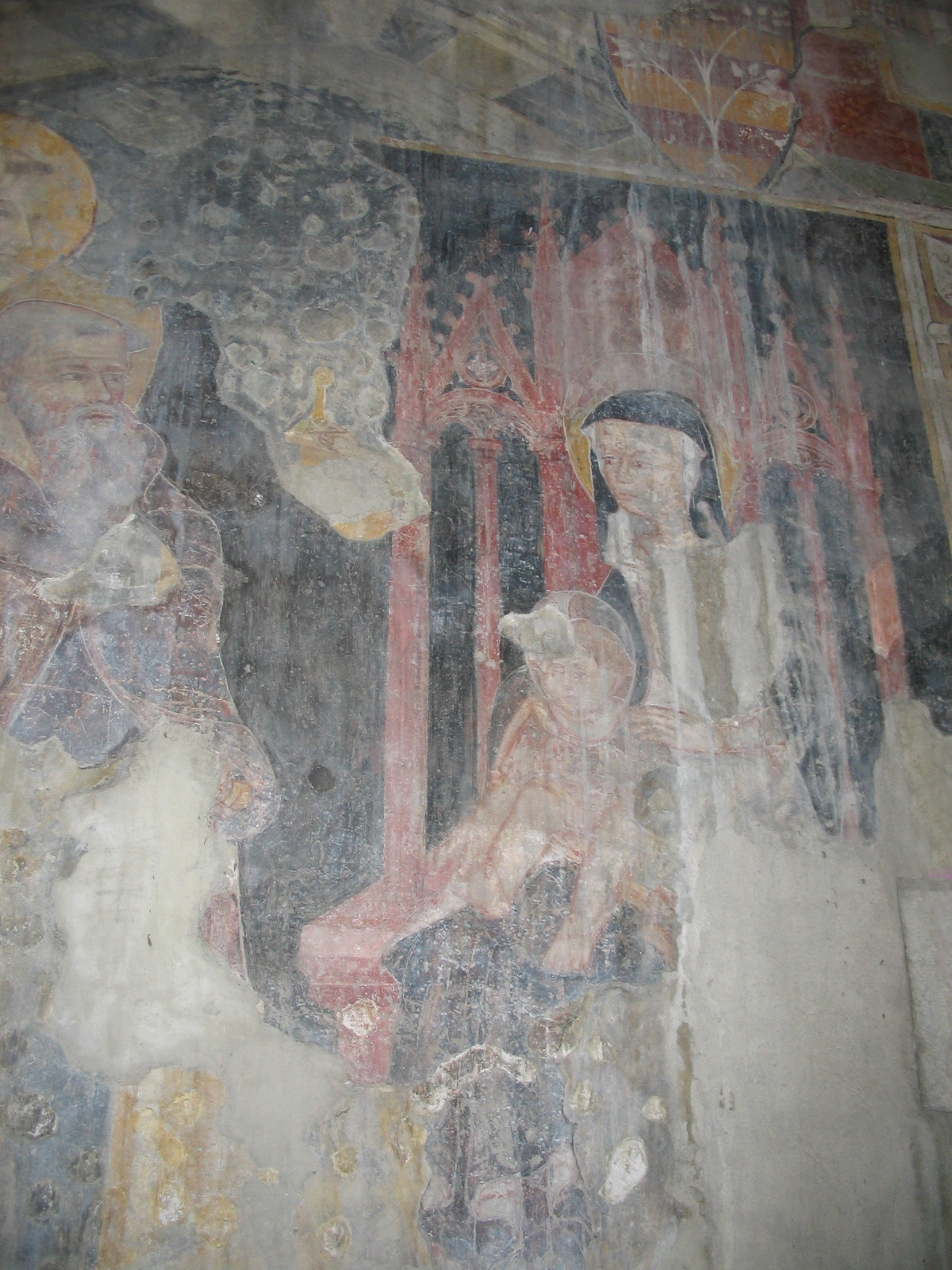
Cappella Bonghi
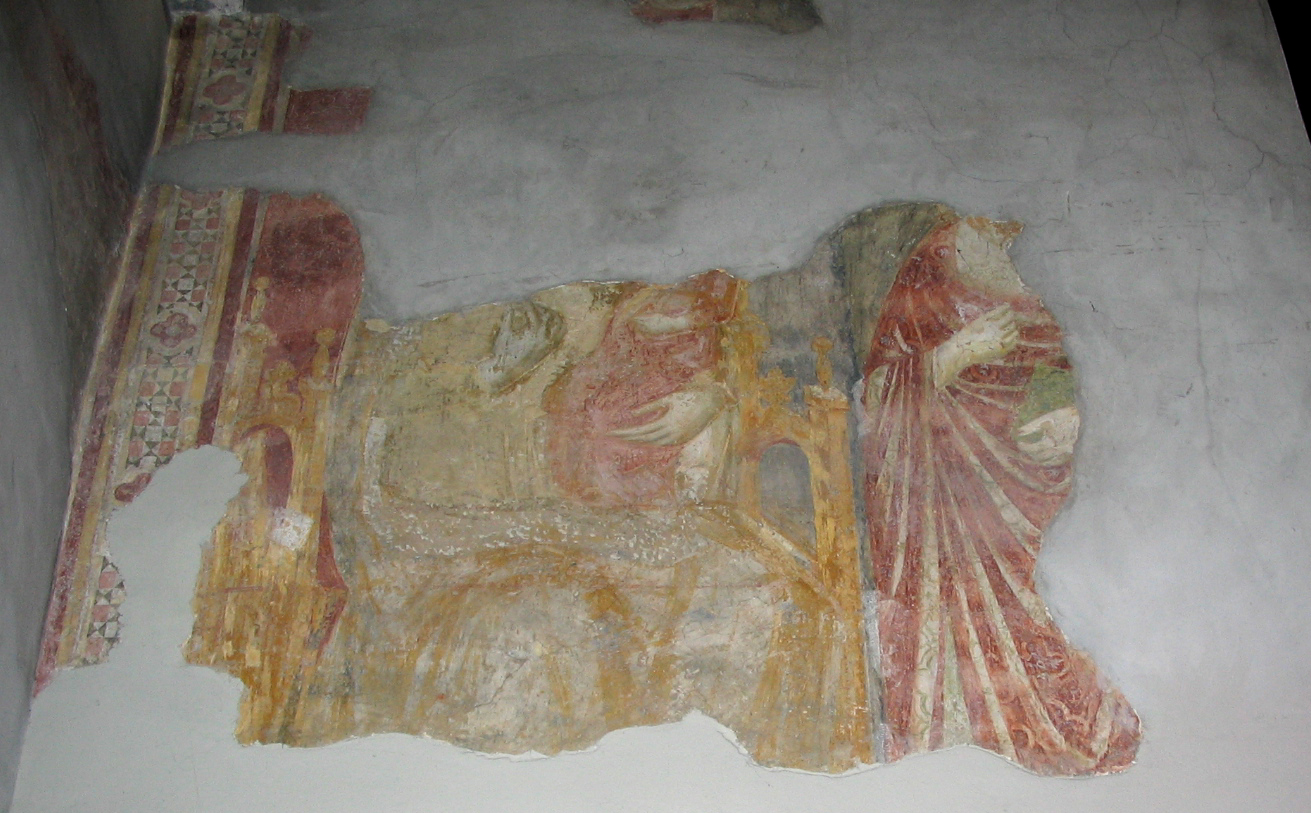
Cappella Bonghi
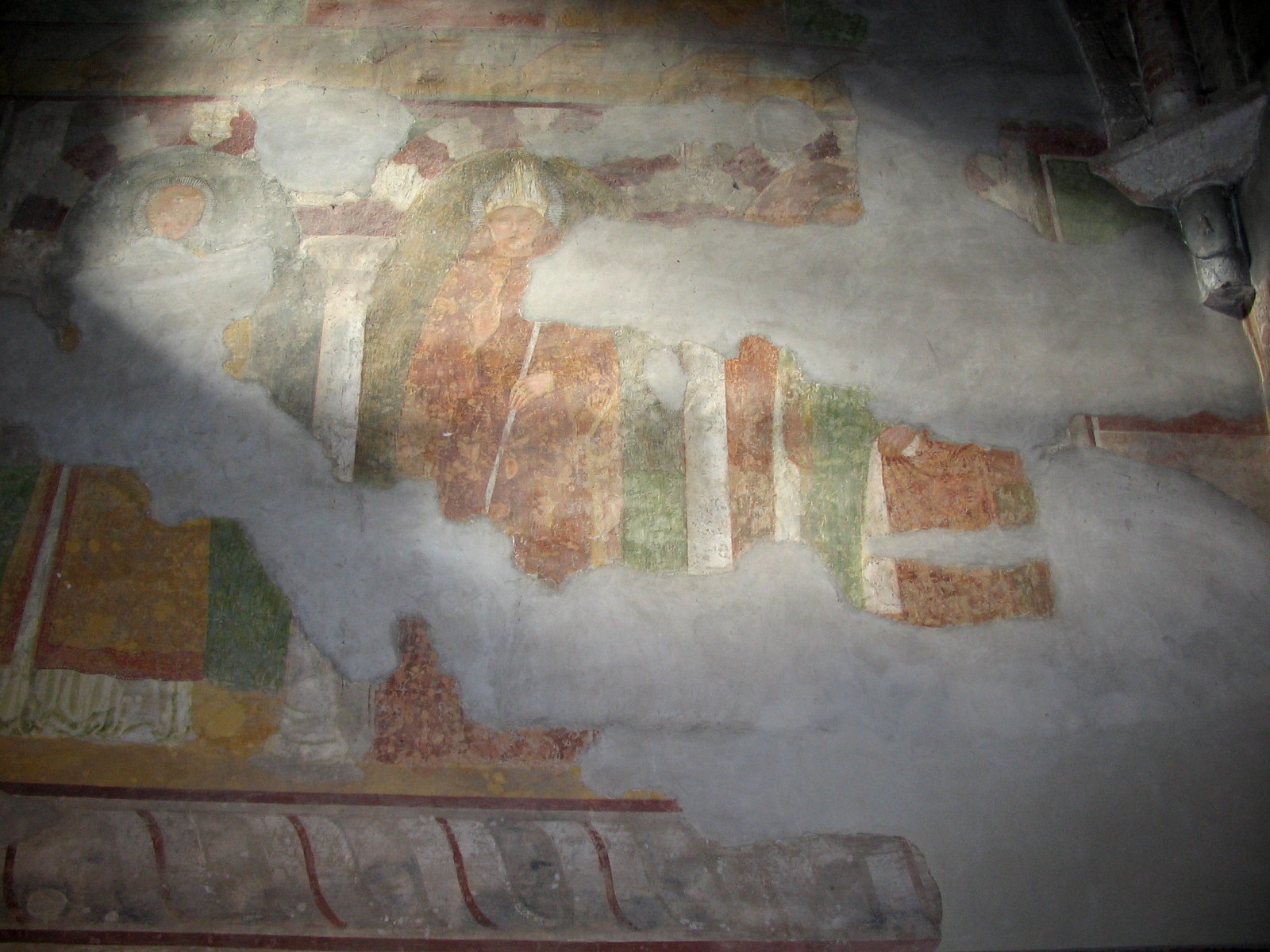
Cappella Bonghi
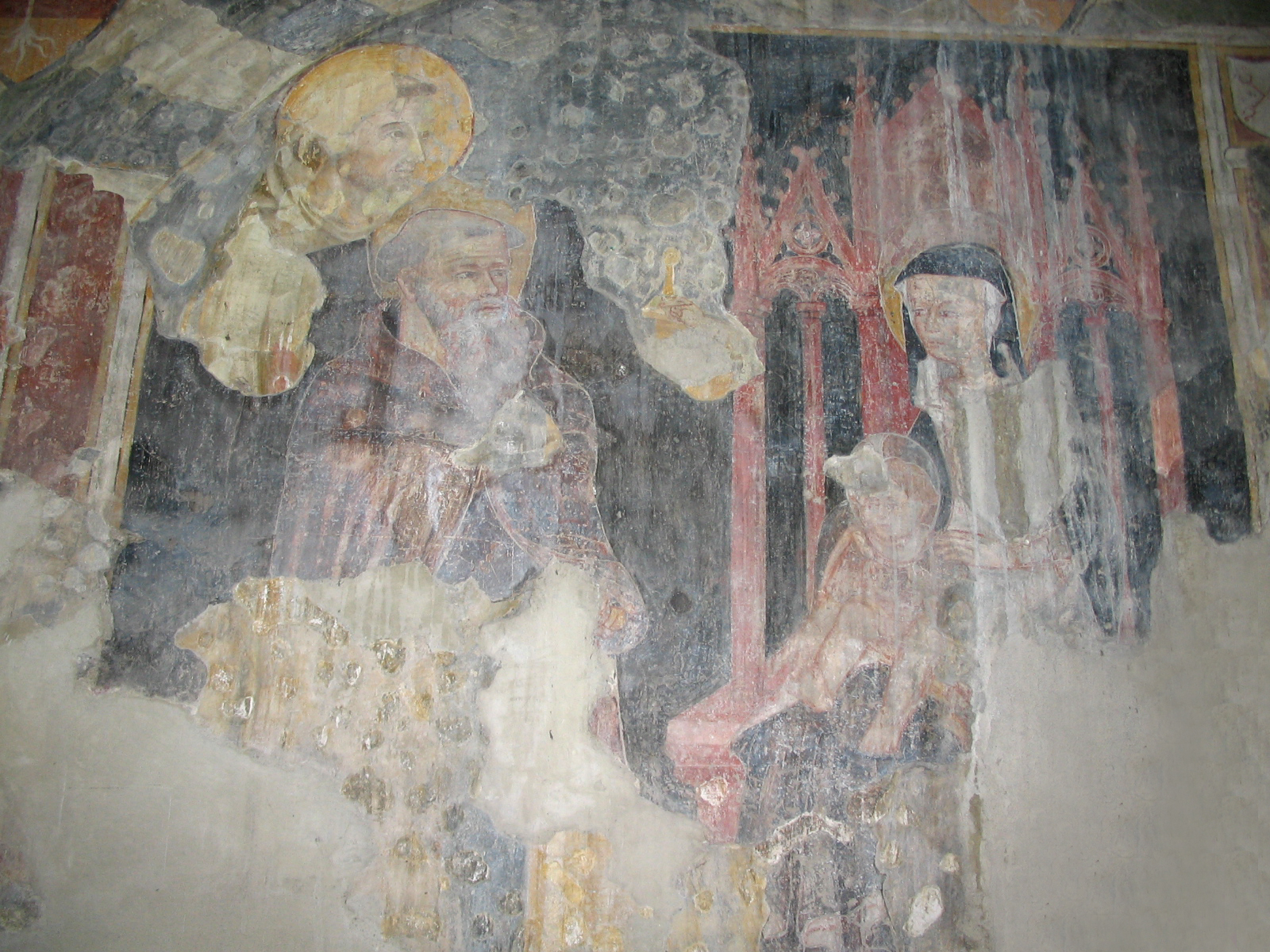
Cappella Bonghi
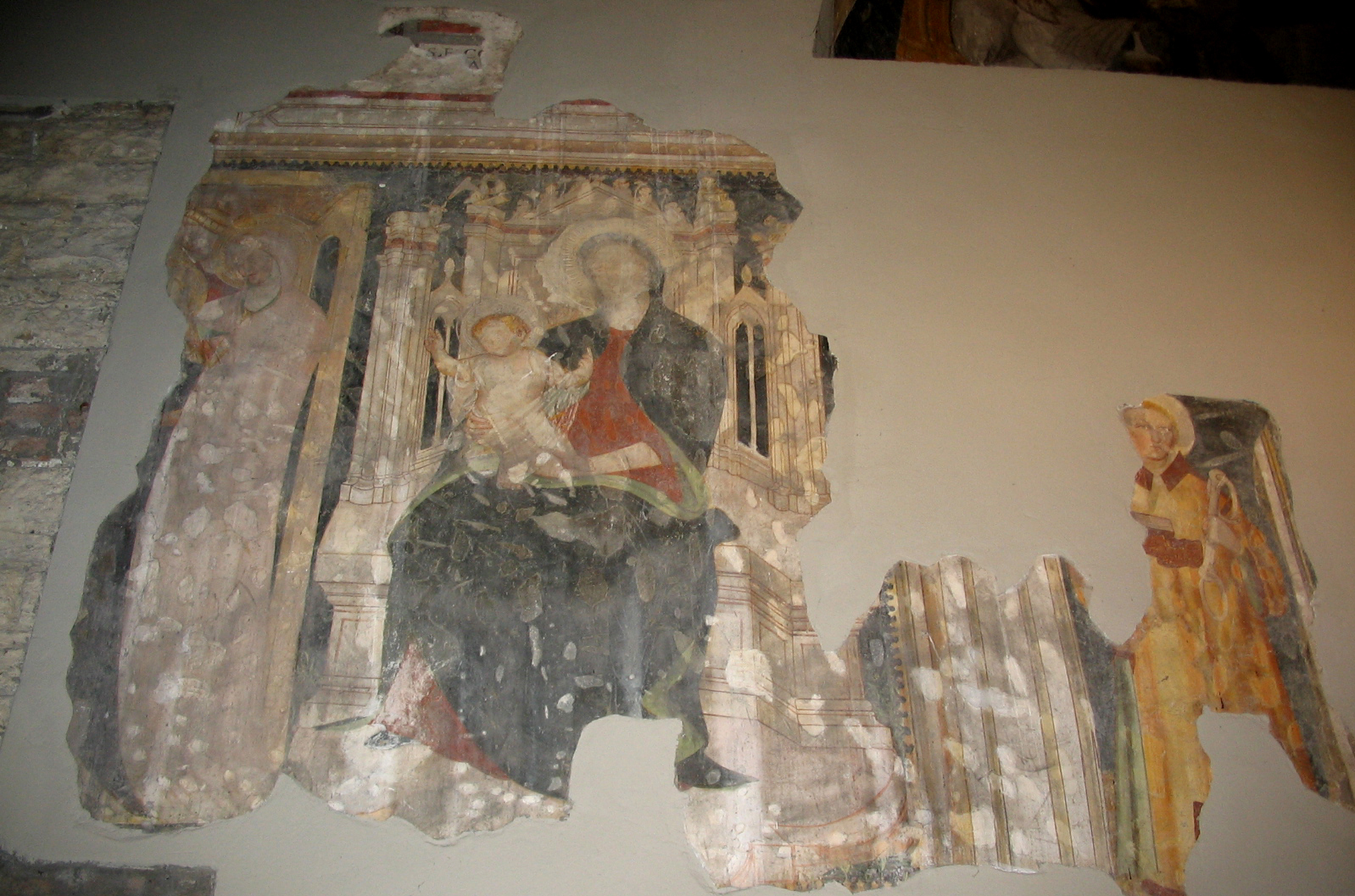
Abside
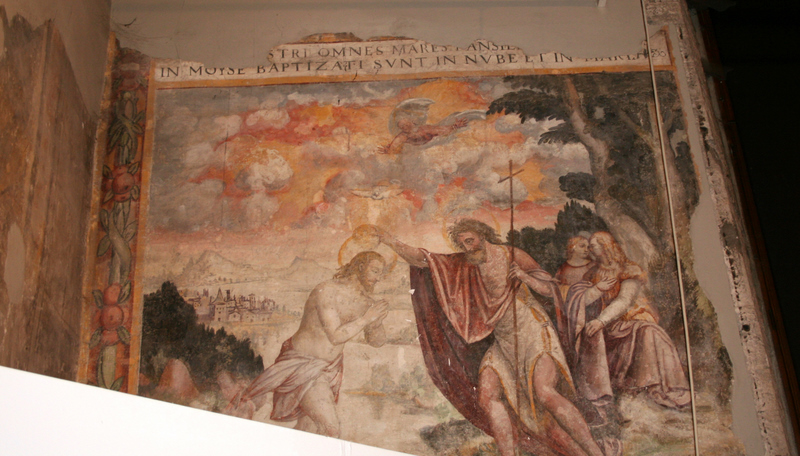
Abside